# 804 Hispania
804 Hispania eller 1915 WT är en stor asteroid i huvudbältet, som upptäcktes 20 mars 1915 av den spanske astronomen Josep Comas i Solà vid Observatori Fabra i Barcelona. Den har fått sitt namn efter det latinska namnet på landet Spanien. Asteroiden är den första som upptäckts från en plats i Spanien.
Asteroiden har en diameter på ungefär 137 kilometer.